# Promúsica Colombia
La Promúsica Colombia (precedente conosciuta come ASINCOL e come APDIF Colombia) è un'organizzazione non governativa non a scopo di lucro che rappresenta l'industria musicale della Colombia e i musicisti, interpreti, autori e compositori che ne fanno parte. È membro dell'International Federation of the Phonographic Industry.